# إنديل

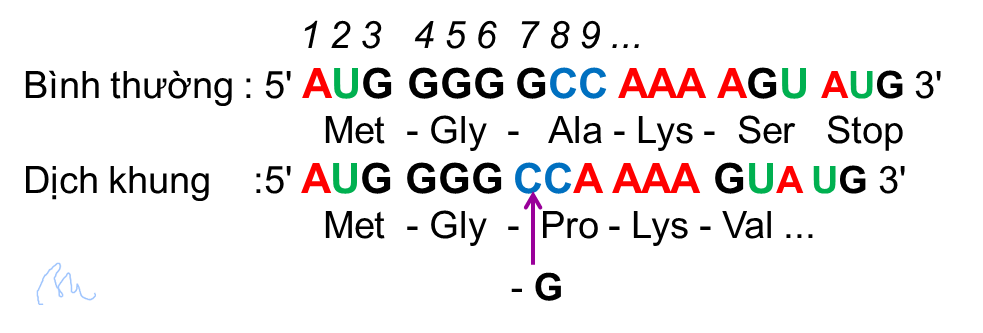

إنديل في علم الجينات (بالإنجليزية: Indel وجمعها Indels) هي كلمة مدمجة من كلمتي Insertion و Deletion خلال طفرة في جينوم .
Insertion في علم الأحياء هو إضافة زوج قاعدي على الأقل في سلسلة الرنا أو
الدنا.
وDeletion هو وراثة حيث تفقد سلسلة الرنا أو سلسلة الدنا زوجا قاعديا على الأقل .
وتعبر الكلمة المدمجة إنديل  عن إمكانية حدوث حذف أو إضافة في المورثات حيث يمكن لكلاهما أن يحدث على نفس الجين أو الدنا.
قد يؤدي اجتماع ادماج مع حذف (إنديل) -حيث لا تعرف تأثيراتهما تماما - إلى تغير في شكل الكائن ، مثلما عند دراسة جينات أجيال الكلاب والذئاب.